# Larcenaire
Larcenaire est une section et station-village de la commune française de Bussang, dans le département des Vosges.

## Toponymie
Larcenaire proviendrait de la racine lar, contraction du vieux mot larris (ou laricium), signifiant « terre inculte » ou « terre non cultivée ». Il est également écrit Larsenère et même l'Arsenaire,. Larcenaire pourrait aussi venir de la racine du mot « arse » ou « arce », signifiant en vieux français « brûlé ». Dans ce cas, le toponyme pourrait évoquer une terre brûlée.

## Géographie
Le hameau de Larcenaire est situé sur un versant montagneux au sein du parc naturel régional des Ballons des Vosges, à une altitude d’environ 820 mètres. Il se trouve dans un environnement marqué par des forêts de sapins, dans un cirque glaciaire. Son sous-sol, composé des fonds et versants agricoles des vallées et vallons humides, repose sur des dépôts glaciaires recouvrant les roches cristallines de la montagne vosgienne. Les sols y sont sableux à sablo-argileux, généralement sains, moyennement profonds et acides.

## Histoire
Autrefois tourné vers l'activité agricole et pastorale, le hameau de Larcenaire comptait 21 habitants répartis dans 6 maisons, comme le note Léon Louis dans Le département des Vosges : description - histoire - statistique (Volume VII, 1889). Il s'est ensuite orienté vers les sports d'hiver. Le domaine skiable de Bussang a commencé en 1966 avec la construction du premier téléski, sous l'impulsion de Patrick Maraud. En 1972, Maxime Laurent a pris la direction de la station, en partie installée sur les terres de la ferme de ses grands-parents. En 2024, la station compte 8 pistes, dont une noire et une rouge.

## Galerie

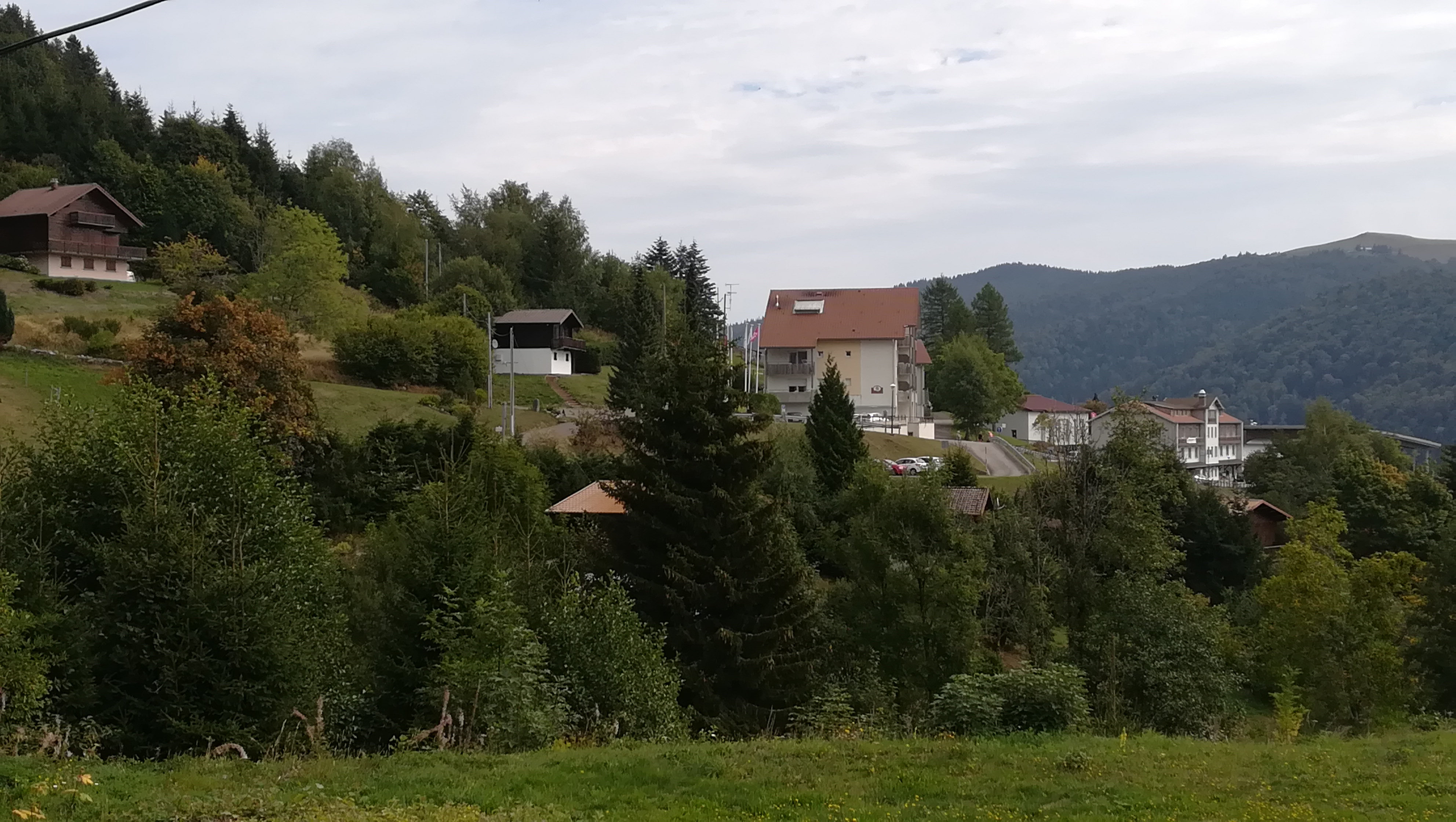
Village Vacances Azureva.
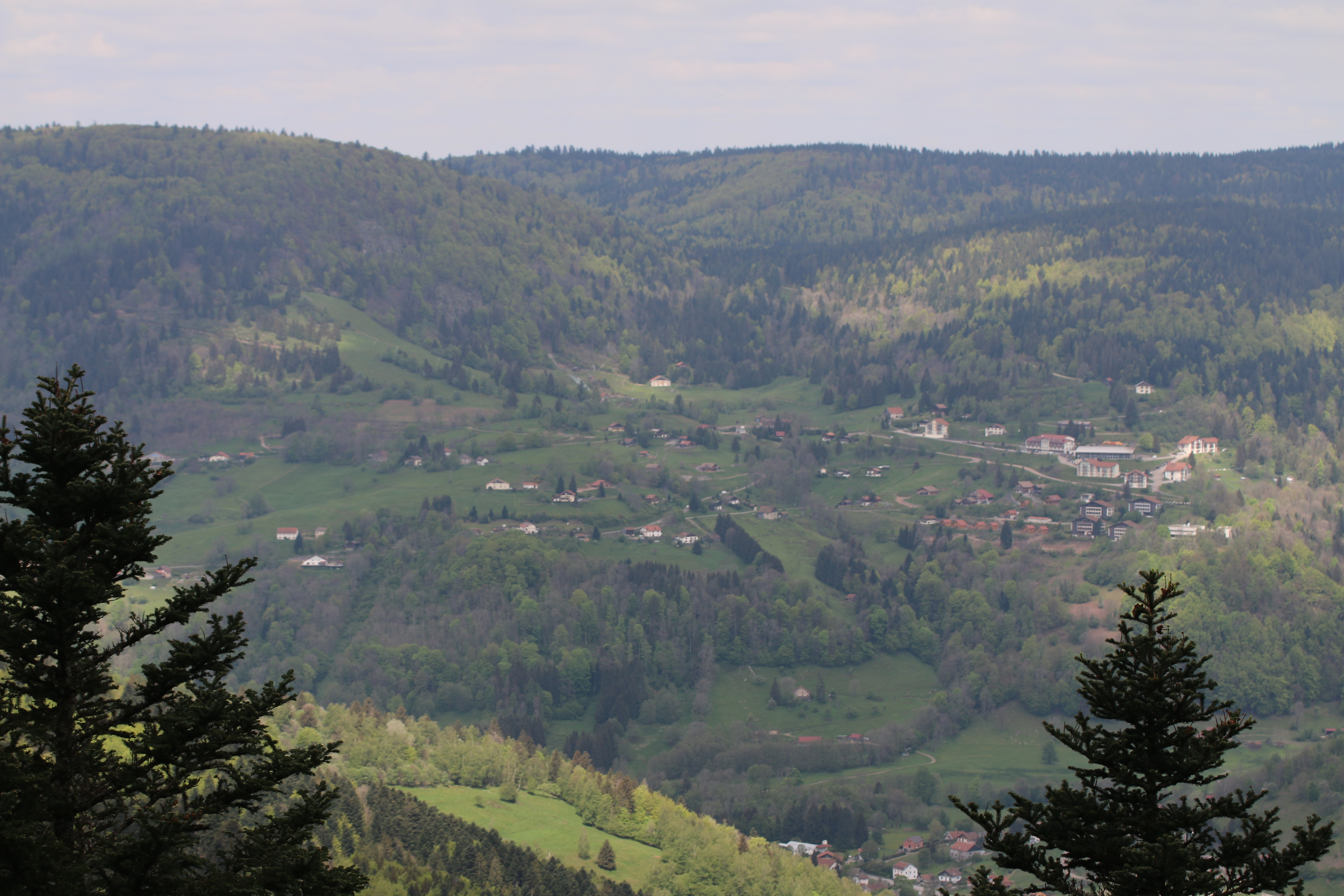
Larcenaire depuis le kiosque du Sotré.
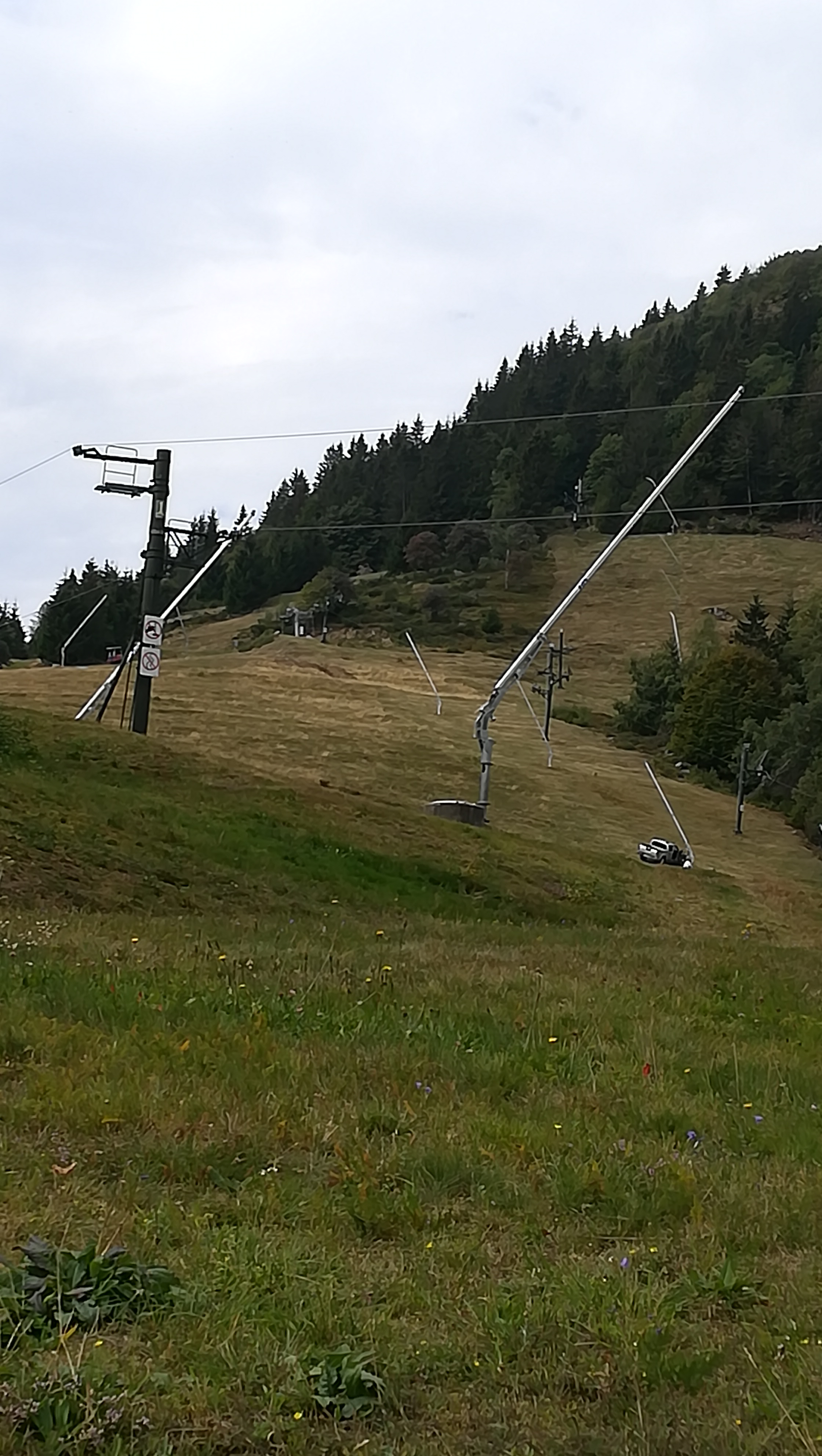
Pistes de ski.